# Graphops pubescens
Graphops pubescens är en skalbaggsart som först beskrevs av F. E. Melsheimer 1847.  Graphops pubescens ingår i släktet Graphops och familjen bladbaggar. Inga underarter finns listade i Catalogue of Life.